# 茨城県道159号上野宮下金沢線

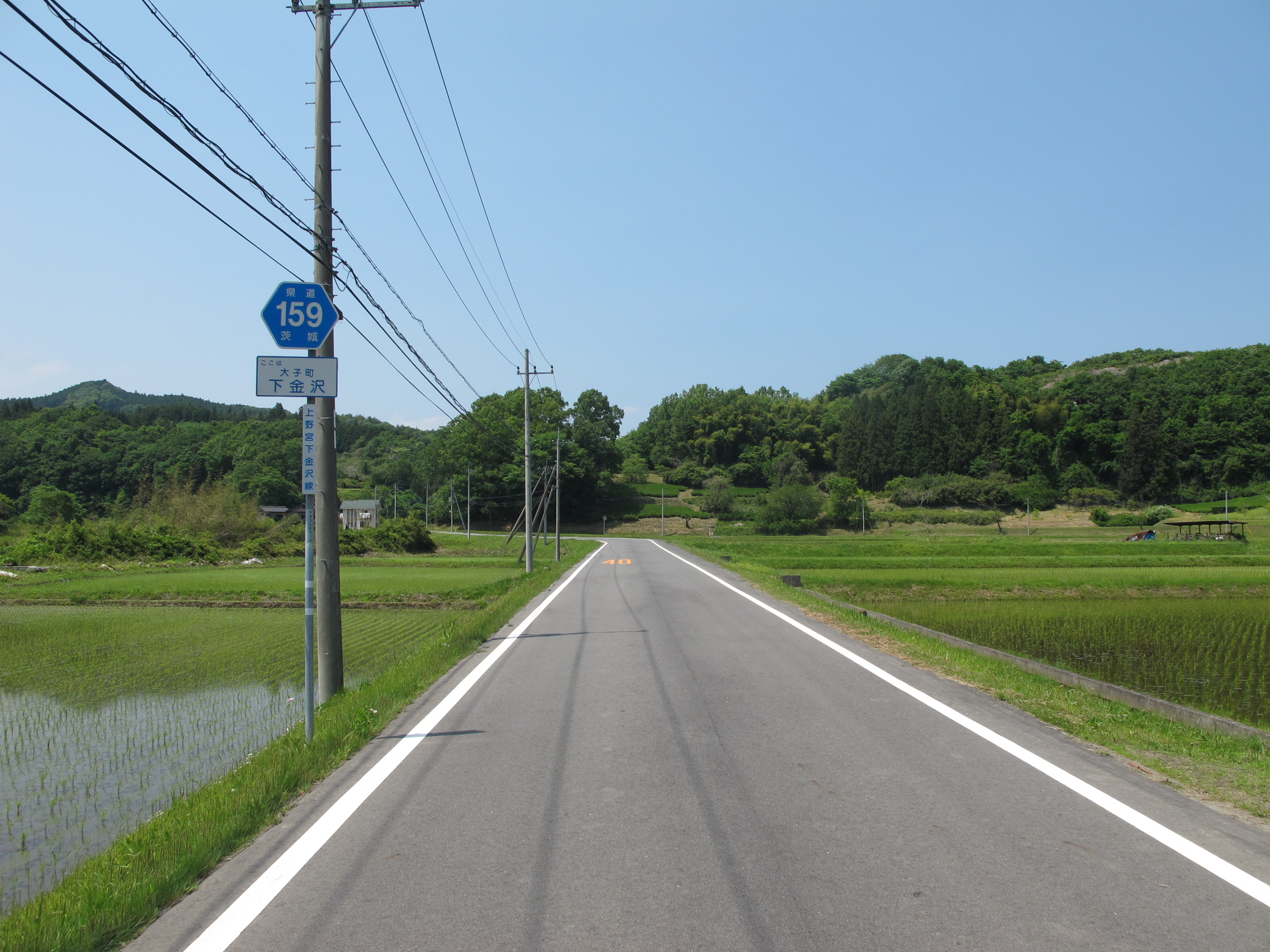
茨城県道159号上野宮下金沢線
大子町下金沢（2012年5月）

茨城県道159号上野宮下金沢線（いばらきけんどう159ごう かみのみやしもかねさわせん）は、茨城県久慈郡大子町内の県道である。

## 路線概要
- 起点：茨城県久慈郡大子町上野宮（茨城県道・栃木県道28号大子那須線交点）[1]
- 終点：茨城県久慈郡大子町下金沢（国道461号交点）[1]
- 総延長：12.391 km[2]
- 重用延長：なし[2]
- 未供用延長：なし[2]
- 実延長：12.391 km[2]
- 自動車交通不能区間延長[注釈 1]：なし[2]

## 歴史
1959年（昭和34年）10月14日、新たな県道として久慈郡大子町大字上野宮を起点とし、久慈郡大子町大字下金沢を終点とする区間を本路線とする県道上野宮下金沢線として茨城県が県道路線認定した。
1995年（平成7年）に整理番号159となり現在に至る。

### 年表
- 1923年（大正12年）4月1日：現在の路線の前身である上野宮馬頭線が路線認定される。
- 1959年（昭和34年）10月14日
  - 現在の路線が路線認定される（図面対照番号140）[3]。
  - 道路の区域は、久慈郡大子町大字上野宮の県道伊王野町附大子線（現在の県道大子那須線にあたる）分岐から久慈郡大子町大字下金沢の主要地方道大子黒羽線（現在の国道461号にあたる）交点までと決定された[1]。
- 1989年（平成元年）9月25日：久慈郡大子町大字佐貫地内（1.18km）の道路改良2車線化[4]。
- 1995年（平成7年）3月30日：整理番号199から現在の番号（整理番号159）に変更される[5]。

## 地理

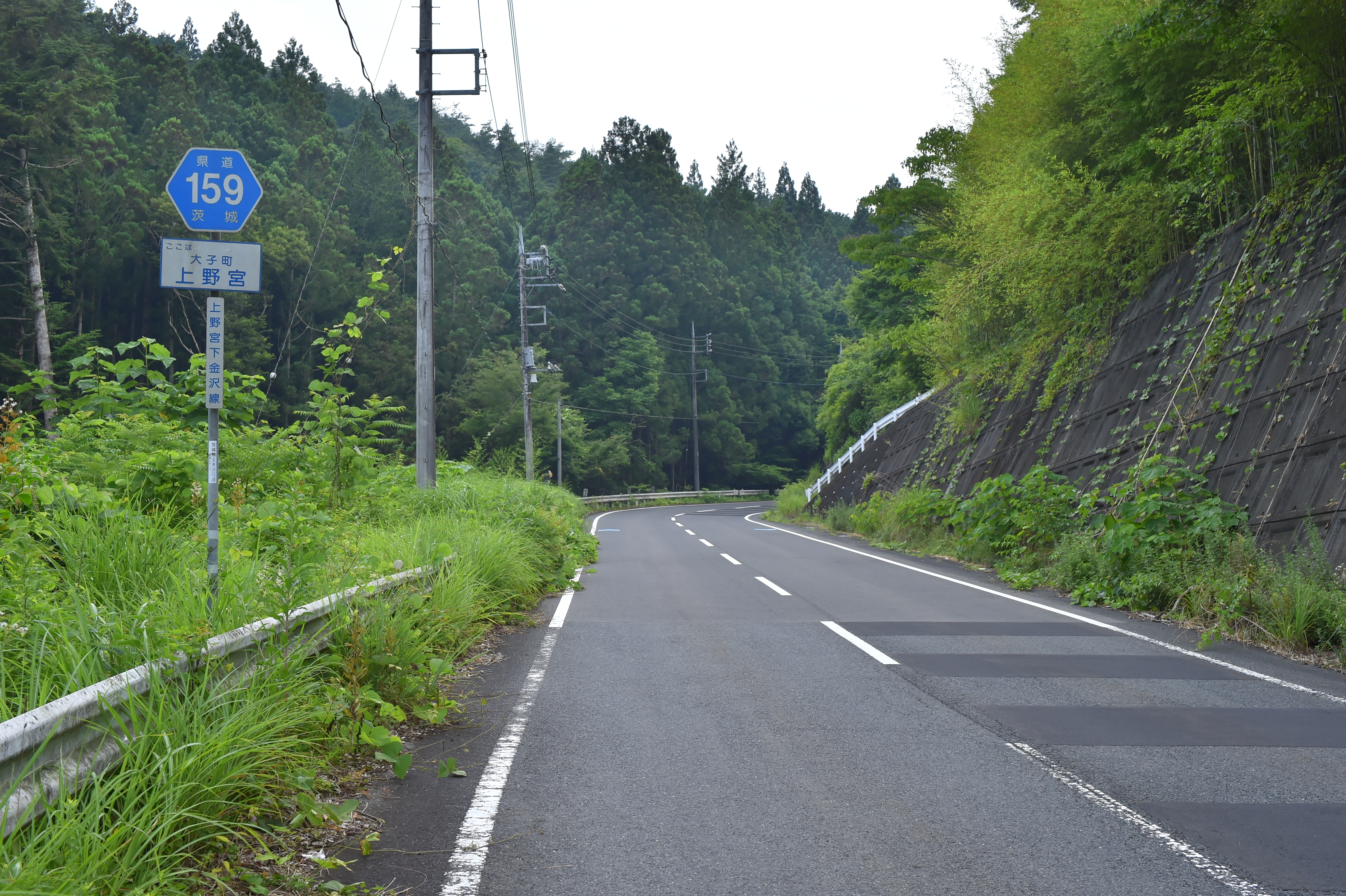
大子町上野宮（2024年7月）

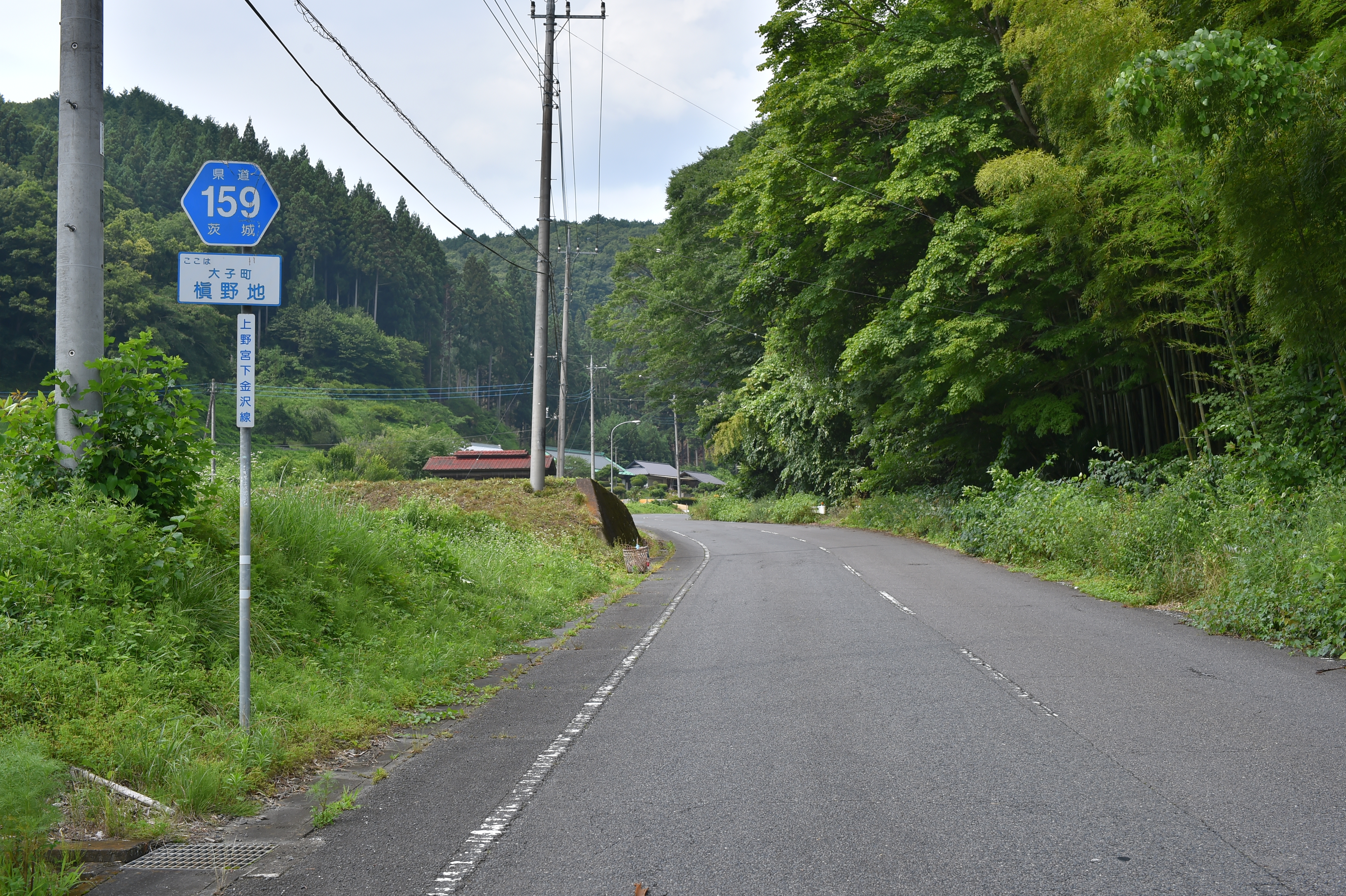
大子町槇野地（2024年7月）

### 通過する自治体
- 茨城県
  - 久慈郡大子町

### 交差する道路
- 栃木県道・茨城県道205号須賀川大子線（久慈郡大子町左貫、さはら小入口交差点）